# الرجل ذو المسدس الذهبي (فلم)
الرجل ذو المسدس الذهبي (بالإنجليزية: The Man with the Golden Gun) هو الفيلم التاسع من سلسلة أفلام جيمس بوند والذي أنتج عام 1974 وقد قام بدور العميل السري جيمس بوند الممثل روجر مور.

## القصة
الشخصية الشريرة في هذا الفيلم هي فرانسيسكو سكرامانجاقام بالدور كريستوفر لي، وهو اغتيالي ذو سعر عالي يتقاضى مليون دولار على كل طلقة. وهو معروف باستخدام مسدس ذهبي ويحتاج إلى قذيفة ذهبية واحدة فقط لكل طلقة، ولا شيء يعرف عن سكرامانجا في بداية الفيلم فيما عدا أن لديه حلمة ثالثة (المعلومات التي يستخدمها بوند فيما بعدللاتصال بممول سكرامانجا، هايث فات) ولاتوجد صور أو مواصفات بدنية له.
ويبدأ الفيلم بقذيفة ذهبية محفور على سطحها الاسم الرمزي لبوند (007), حيث تم تلقيها من قبل مخابرات صاحبة الجلالة، والمخابرات (MI-6) تعتقد أنه تم تأجير سكرامانجا لاغتيال جيمس بوند وقد أرسل قذيفته لإرهاب هدفه الجديد.
ومهمة بوند في ذلك الوقت تدور حول عالم يسمى جيبسون يعتقد أنه لديه معلومات هامة لحل أزمة الطاقة من خلال تخليط كمية غير محددة بصورة تقديرية من الطاقة لاستخدام تقنية جديدة لتسخير طاقة الشمس، وبسبب التهديد المدرج لحياة بوند، تقوم (M) بإزالة جيمس من مهمته الحالية، وإعطائه إجازة حتى يتم حل المسألة.
وعلى الرغم من أنه في إجازة رسمية من من خدماته، ينطلق جيمس بوند ليجد سكرامانجا قبل أن يجده. وعندما يرى جيمس بوند القذيفة الذهبية المستخدمة لاغتيال العميل (Double-0) في وقت سابق، تقوده إلى رجل مسؤول عن إمداد سكرامانجا بذخيرته الذهبية، وهذا يقود بوند إلى أندريا أندريس، سيدة سكرامانجا قامت بالدور مود ادامس. وتعترف بأنها هي التي قامت بإرسال القذيفة الذهبية إلى (MI-6) لإغراء بوند لقتل سكرامانجا من أجلها. وتقوم أندريس بإخبار بوند بأنه سوف تكون خطط سكرامانجا في حاجة له.
والذي لم يعرفه جيمس بوند أن الضربة التالية لسكرامانجا هي جيبسون، عالم الطاقة الشمسية من مهمة بوند السابقة. والسبب أن سكرامانجا يريد سرقة جهاز (سوليسكس المشاغب)، وهو مكون هام لأداة الطاقة الشمسية الخاصة بجيبسون. ومهمة بوند الآن استعادة جهاز سوليكس المشاغب ومبارزته مع سكرامانجا قبل أن يتمكن سكرامانجا من بيع الجهاز لأعلى مزايدة إجرامية أو أن يستخدمه لخططه الشنيعة.اشترك بالتمثيل بريت إيكلاند بدور ماري جودنايت وهيرفي فيليجيز بدور نيك ناك وبرنارد لي بدور أم أيضا وديسموند ليلويلن بدور كيو أيضا.

## وصلات خارجية
- مقالات تستعمل روابط فنية بلا صلة مع ويكي بيانات

1. ↑  "معلومات عن الرجل ذو المسدس الذهبي (فيلم) على موقع omdb.org". omdb.org. مؤرشف من الأصل في 2007-05-16.
2. ↑  "معلومات عن الرجل ذو المسدس الذهبي (فيلم) على موقع itunes.apple.com". itunes.apple.com. مؤرشف من الأصل في 2021-05-10.
3. ↑  "معلومات عن الرجل ذو المسدس الذهبي (فيلم) على موقع bechdeltest.com". bechdeltest.com. مؤرشف من الأصل في 2021-05-09.